# خانه شجاعان (فیلم ۱۹۴۹)
خانه شجاعان (به انگلیسی: Home of the Brave) یک فیلم سینمایی آمریکایی جنگی محصول سال ۱۹۴۹ میلادی که بر اساس نمایشنامه ای از آرتور لاورنتز در سال ۱۹۴۶ ساخته شده‌است. این فیلم توسط مارک رابسون کارگردانی شده‌است و در آن بازیگرانی چون داگلاس دیک، جف کوری، لوید بریجز، فرانک لاوجوی، جیمز ادواردز و استیو برودی بازی می‌کنند. شورای ملی بازبینی این فیلم را هشتمین فیلم برتر سال ۱۹۴۹ معرفی کرد.